# Hloubětín (metropolitana di Praga)
Hloubětín è una stazione della linea B della metropolitana di Praga.

## Storia
La stazione è stata attivata il 15 ottobre 1999, come parte del prolungamento della linea B tra Českomoravská e Černý Most.
Questa stazione è stata una stazione fantasma dal 1998 al 1999. La stazione era in uno stato di costruzione sospesa, poiché le fabbriche dell'industria pesante che avrebbe dovuto servire erano chiuse dopo la rivoluzione di velluto. I treni rallentavano quando passavano attraverso la stazione scarsamente illuminata. Mentre l'intera zona industriale è stata lentamente rivitalizzata, la stazione fu completata ed attivata.

## Strutture e impianti
La stazione è sotterranea ed è dotata di due binari, serviti da una banchina centrale.

## Servizi
La stazione è dotata di ascensori per le persone a mobilità ridotta.
- Biglietteria
- Servizi igienici

## Interscambi
- Fermata autobus (linee 110 e 141)[2]
- Fermata tram (linee 7 e 12)[2]